# Valodia Frangulian
Valodia Frangulian (20 de octubre de 1992) es un deportista armenio que compite en lucha libre. Ganó una medalla de bronce en el Campeonato Europeo de Lucha de 2017, en la categoría de 61 kg.

## Palmarés internacional
| Campeonato Europeo | Campeonato Europeo | Campeonato Europeo | Campeonato Europeo |
| Año                | Lugar              | Medalla            | Categoría          |
| ------------------ | ------------------ | ------------------ | ------------------ |
| 2017               | Novi Sad (Serbia)  | Medalla de bronce  | 61 kg              |